# Parallel
Ordet parallel kommer af af latin parallelus, som kommer af det græske parallelos fra par- + allelo = "gensidig". Heraf den moderne brug: ligeløbende, jævnsides. Det er én af matematikkens grundpåstande (teoremer), at parallelle linjer mødes aldrig (se dog Ikke-euklidisk geometri).